# Bajor örökösödési háború
A bajor örökösödési háború (Bayerischer Erbfolgekrieg, 1778–1779) a Habsburg Birodalom és a porosz–szász szövetség között robbant ki. Az 1777-ben kihalt a Wittelsbach uralkodóház bajor ága. II. József császár titkos szerződést kötött Pfalz és Bajorország új választófejedelemével, és csapatai megszállták Alsó-Bajorország (Niederbayern) és Felső-Pfalz (Oberpfalz) tartományokat. Nagy Frigyes porosz király ellenlépésként Szászországgal együtt hadat üzent Ausztriának. A Cseh- és Morvaországban folyó hadműveleteket a hadseregek ellátási nehézségei akadályozták. A döntő ütközet nélkül zajló háborúskodást a nagyhatalmak közvetítésével létrejött tescheni békeszerződés zárta le, ennek értelmében Ausztriának le kellett mondania szerzeményeiről, el kellett ismernie az egyesített Pfalzi és Bajor Választófejedelemséget, cserébe megkapta az Inn-négyszöget.

## A háború előzményei

### Bajorország és Pfalz
A Német-római Birodalmat a 18. század végén is számos kisebb-nagyobb de facto önálló fejedelemség alkotta, amelyek egy-egy uralkodó család birtokát képezték. Ebből a feudalizmus idejéből örökölt területi megosztottságból sűrűn keletkeztek örökösödési viták és konfliktusok, amikor a számos fejedelmi nemzetség (Fürstengeschlecht) valamelyike kihalt, vagy a fejedelem egyenes ági férfi örökös hátrahagyása nélkül hunyt el. A kor hasonló helyi konfliktusainak sorából az 1778–1779-ben kirobbant bajor örökösödési háborút csak az emeli ki, hogy a helyi fejedelmi örökösödési egyezségbe beavatkozott két rivalizáló nagyhatalom, az osztrák örökösödési háborúból és a hétéves háborúból vesztesként kikerült Habsburg Birodalom, és a felemelkedő Porosz Királyság.
A Welf-házból származó III. (Oroszlán) Henrik 1180-as kiátkozása után a Bajor Hercegséget és a Pfalzi Grófságot a Wittelsbachok kapták meg, akik a következő évszázadok során a Birodalom egyik legnagyobb államát építették fel. Az 1329. augusztus 4-én kötött paviai szerződés felosztotta a fejedelemség területeit, Wittelsbach II. Rudolf kapta a rajnai Pfalz tartományt, vele a Pfalz grófja (Pfalzgraf) rangot, Bajor Lajos kapta Felső-Bajorországot (Oberbayern) és a Felső-Pfalzot (Oberpfalz). A paviai szerződés szerint a választófejelmi méltóságot a bajor és a pfalzi Wittelsbachok felváltva gyakorolják, IV. Károly császár 1356-ban kiadott aranybullája azonban egyedül Pfalz grófjainak adta ezt a méltóságot.
1620-ban a felkelő protestáns cseh rendek V. Frigyes pfalzi választófejedelmet Csehország királyává koronázták II. Ferdinánd német-római császár ellenében. A Katolikus Liga fehérhegyi győzelme nyomán a pfalzi Wittelsbachok elveszítették Felső-Pfalzot. 1623-ban Miksa bajor herceg (1573–1651) szerezte meg Felső-Pfalzot, vele a választófejedelmi méltóságot, ő lett az első bajor választófejedelem. 1648-ban, a harmincéves háború végén Miksa herceg Bajorországhoz csatolta Felső-Pfalzot is.
Miksa dédunokája, I. Károly Albert választófejedelem (1697–1745) az osztrák örökösödési háborúban Ausztria ellen fordult és 1742–ben császárrá választatta magát. Halála (1745.) után fia, III. Miksa (1725–1777) kibékült a Habsburg Birodalommal. A német-római császári címet Mária Terézia főhercegnő férje, Lotaringiai Ferenc herceg kapta meg. III. Miksa húga, Mária Jozefa Antónia hercegnő (1739–1767) 1765-ben hozzáment Mária Terézia legidősebb fiához, József főherceghez (1741–1790).

### Wittelsbach öröklés, Habsburg tervek
1777. december 30-án elhunyt III. Miksa bajor választófejedelem, a Wittelsbach-ház ifjabb, bajor ágának (Wilhelminische Linie) utolsó egyenes ági férfi leszármazottja. Mivel unokanővérével, Mária Anna Zsófia szász hercegnővel (1728-1797), III. Ágost lengyel király leányával 1747-ben kötött házassága gyermektelen maradt, vele kihalt a bajor ág, amely az 1329-es paviai szerződés óta uralta a Bajor Hercegséget. Az 1774-ben a megkötött családi örökösödési szerződés értelmében Miksa országát és méltóságát a Wittelsbachok Pfalz-Sulzbach ágából (Rudolfinische Linie) származó IV. Károly Tivadar pfalzi választófejedelem (1724–1799) örökölte. A családi szerződés értelmében Károly Tivadar Pfalzi Választófejedelemségét (Kurpfalz) egyesíteni kellett a megörökölt Bajor Választófejedelemséggel. Az egyesített fejedelemségek területét Pfalzbaiernnek nevezték.
A Habsburg Birodalom a Szilézia birtoklásáért 1740–1765 között vívott porosz–osztrák háborúkban (az osztrák örökösödési és a hétéves háborúban) elszenvedett vereségek nyomán jelentősen meggyengült. Nem tudta megakadályozni a Porosz Királyság nagyhatalommá válását, ami előre vetítette Ausztria vezető szerepének elvesztését a Német-római Birodalmon belül. A gazdag Szilézia tartomány Poroszországhoz csatolása súlyosan érintette a Habsburgokat. A bajor Wittelsbachok kihalása II. József császár számára lehetőséget adott arra, hogy családi birtokait a Német-római Birodalmon belül fekvő területekkel megnövelje, ezzel Ausztria pozícióját erősítse.
II. József második felesége az 1767-ben elhalt Mária Jozefa Antónia bajor hercegnő (1739–1767) volt, III. Miksa bajor választófejedelem húga. A császár már régóta megpróbálta megszerezni Bajorország egyes tartományait birodalma számára, és még III. Miksa József bajor választófejedelem életében tárgyalásokba bocsátkozott IV. Károly Tivadar pfalzi választófejedelemmel, III. Miksa kijelölt örökösével.
Károly Tivadarnak nem volt törvényes gyermeke, aki az ő halála után Bajorországot tovább örökölhette volna. Számos törvénytelen gyermekének csak úgy biztosíthatott magas címeket és jövedelmeket, ha országának nagy területeit – köztük egész Alsó–Bajorországot és Felső-Pfalzot – átengedi II. Józsefnek, aki cserébe átadta volna Elő-Ausztria egyes részeit (Freiburgtól Konstanzig), emellett jelentős pénzösszeget ígért Károly Tivadarnak.

### „Országgyarapítás”
III. Miksa 1777-ben meghalt, a tárgyalások még nem zárultak le, de néhány nappal később, 1778. január 3-án a két uralkodó Bécsben megkötötte a területcseréről szóló titkos szerződést (Wiener Konvention) . II. József ekkor bejelentette igényét Alsó-Bajorországra és Felső-Pfalzra. Csapatai 1778 januárjában bevonultak Münchenbe, és megszállták Alsó-Bajorországot és Felső-Pfalzot. Hivatalosan a császár csupán elhalt felesége örökségét kívánta átvenni, jogigényét a Mária Jozefa Antónia hercegnővel kötött házasságára alapozva.
III. Miksa özvegye, Mária Anna Zsófia viszont II. Frigyes porosz királlyal tárgyalt, hogy biztosítsa a Bajor Választófejedelemség függetlenségét, és a trónöröklés zavartalanságát. II. Frigyes főminisztere, Karl Wilhelm von Finckenstein, Finck grófja (1714–1800) úgy ítélte, hogy a Habsburg Birodalom ilyen mértékű területnövekedése egész Dél-Németországot szilárdan a császári házhoz kötné, növelné Ausztria hegemóniáját a németajkú népek fölött, veszélyeztetné Poroszország Ansbachra és Bayreuthra vonatkozó igényét és alááshatná a Szilézia elragadásával kivívott porosz erőpozíciót. Ausztria lépése nemcsak Poroszország, hanem a kisebb német fejedelemségek érdekeit is sértette.
A porosz király személyes küldöttje, Görtz grófja eredménytelenül tárgyalt Károly Tivadarral. Ezután Finck rávette a Wittelsbach-ház Zweibrücken–Birkenfeld mellékágából való II. Károly Ágost pfalz–birkenfeld–bischweileri palotagrófot (1746–1795) – aki a családi öröklési szerződés szerint a gyermektelen Károly Tivadar birtokainak jogszerű várományosa volt – hogy emeljen kifogást a bajor terület felosztása ellen. II. Frigyes emellett azt követelte a császártól, hogy a Birodalmi Gyűléstől (Reichstag) kérje igényének elismertetését, és a döntés meghozataláig ürítse ki a megszállt területeket.
II. József el volt szánva, hogy Alsó-Bajorországot ha kell, háború révén is megtartja. Anyja, Mária Terézia anyacsászárné a Bajorországra bejelentett osztrák apostoli uralkodói igényt elévültnek és bizonytalan jogalapon állónak (verjährt und wenig bewiesen) tartotta, és kerülni akarta a háborút. A császár azonban szembeszállt az ő kívánságával is. Finck gróf katonai szövetséget kovácsolt a Szász Választófejedelemséggel (III. Frigyes Ágost választófejedelemmel). Mindkét ország hadat üzent a Habsburg Birodalomnak. Hivatalos casus belliként III. Károly Ágost zweibrückeni herceg (1746–1795) örökségének biztosítását jelölték meg

## A háború
A Poroszország és Ausztria között folyó eredménytelen tárgyalások 1778. július 5-én megszakadtak, mert porosz csapatok vonultak be Csehországba és Morvaországba, II. Frigyes király és öccse, Henrik herceg parancsnoksága alatt. A poroszokat a szász választófejedelem csapatai követték, miután III. Frigyes Ágost választófejedelem, az elhunyt III. Miksa egyetlen leányának fiaként bejelentette igényét a hátrahagyott allodiális birtokokra. Megkezdődött a bajor örökösödési háború.
Mindkét hadviselő fél ki volt már merülve. Évtizedek óta háborúban álltak, pénzhiánnyal küszködtek. Hamarosan súlyos utánpótlási problémák keletkeztek. Az élelmiszer-ellátás a hadvezetés központi problémájává vált, emiatt kénytelenek voltak kerülni a jelentős katonai összecsapásokat. Portyázó különítmények ütköztek meg egymással („Scharmützeltaktik”). A manőverek fő célja az ellenség élelmiszer-utánpótlásának akadályozása és megszerzése volt. A rossz élelmezés miatt az egész háborúskodást a köznép Ausztriában „Szilvarumlinak” (Zwetschgenrummel), Poroszországban „Krumpliháborúnak” (Kartoffelkrieg) gúnyolta.
A háború miatt II. József német-római császár igyekezett összebékíteni két rivális tábornagyát, Lacyt és Laudont. Két különböző hadtest vezetését bízta rájuk. Laudon tábornagy hadteste Csehországban Nagy Frigyes öccsének, Henrik porosz királyi hercegnek (1726–1802) hadseregével került szembe, és saját hírnevéhez képest kevés sikert mutatott fel. Lacy tábornagy, aki a Nagy Frigyes király által vezetett haderővel került szembe, több babért aratott.
A háborúban részt vevő osztrák és magyar arisztokraták közül ismert Mária Terézia főhercegnő legkisebb fia, Miksa Ferenc főherceg, aki a hadjáratban súlyosan megbetegedett, súlyos műtétekre szorult, egész katonai pályafutását fel kellett adnia. Esterházy Miklós József tábornok (1714–1790), a „pompakedvelő herceg” 1200 katonával segítette II. József császárt. Koller Ferenc báró, Bars vármegye főispánja, Mária Terézia kegyence egyike volt azoknak (keveseknek), akik megyéjükben az újoncozást elrendelték és végrehajtották. A királynő emiatt Kollert a Szent István-rend középkeresztjével tüntette ki, és kinevezte valóságos belső titkos tanácsosává.
1778 folyamán az ellenségeskedések nem hoztak eredményt. A tél beálltával megszakadtak a fegyveres egyezkedések („bewaffnete Unterhandlungen”), a porosz csapatok kivonultak Csehországból, és téli szállásra húzódtak Szászországban és Sziléziában. Károly Tivadar választófejedelem tétlenül szemlélte az eseményeket.
Bécs és a Reichstag tárgyalásai elhúzódtak. 1778 decemberében azonban II. Katalin orosz cárnő kilátásba helyezte országának hadba lépését a Habsburg Birodalom ellen. Mária Terézia elfogadta az orosz és francia közvetítést. II. Frigyes ugyanennek előfeltételeként csak azt kötötte ki, hogy ismerjék el öröklési igényét Ansbachra és Bayreuth-ra. A háború 1778 decemberében fegyverszünettel zárult. Ausztria semmilyen katonai eredményt nem tudott elérni.

## A tescheni egyezmény
A sziléziai Teschenben béketárgyalások kezdődtek, és 1779. május 13-án aláírták a tescheni békeszerződést, amely szerint Poroszország megkapta Ansbachot és Bayreuthot. A pfalzi Károly Tivadart elismerték egész Bajorország választófejedelmének.  II. József császár (anyjának, Mária Teréziának, Ausztria társuralkodójának tiltakozása ellenére) lemondott minden bajor területi igényéről, csak az Inn-négyszöget (Innviertel) szerezte meg Bajorországtól. A Szász Választófejedelemség megszerezte a schönburgi uradalmakat (Glauchau, Lichtenberg, Waldenburg), és „közreműködéséért” még 6 millió forint pénzbeli kártérítést is megítéltek neki, amelynek megfizetésére a „megsegített” Károly Tivadart kötelezték. A szerződésben rögzítették, hogy az egyesített Pfalzi és Bajor Választófejedelemség trónjának jogos várományosa II. Károly Ágost pfalz–birkenfeld–bischweileri palotagróf családi vonala, a Zweibrücken–Birkenfeld mellékág, és érvénytelenítették a Habsburg–Lotaringiai-ház jogigényeit, ezzel kizárták a bajor területek osztrák kézre jutását. A szerződés végrehajtását az Orosz Birodalom és a Francia Királyság garantálta.
Megjegyzésre érdemes, hogy ez volt II. Frigyes utolsó háborúja. A bajor örökösödési háború közvetve hatással volt az éppen folyó amerikai függetlenségi háborúra (1775–1783). Vergennes francia külügyminiszter (1719–1787) azért segítette minden eszközzel a gyors békekötést, hogy megelőzze egy nagyobb európai háború kirobbanását, amelybe Franciaország is belesodródhatott volna. A békekötés révén sem Ausztria, sem Poroszország nem lépett háborúba Nagy-Britannia oldalán, az amerikai háborúban a britek egyedül maradtak a franciák vezette koalícióval szemben.

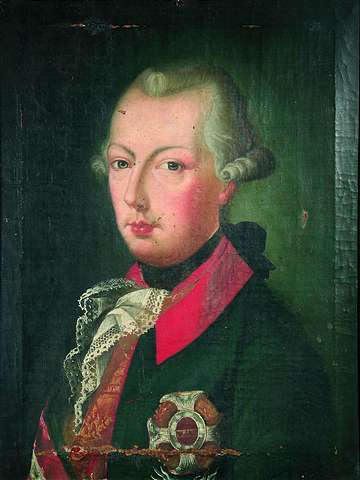
II. József német-római császár
Mária Anna Zsófia szász királyi hercegnő
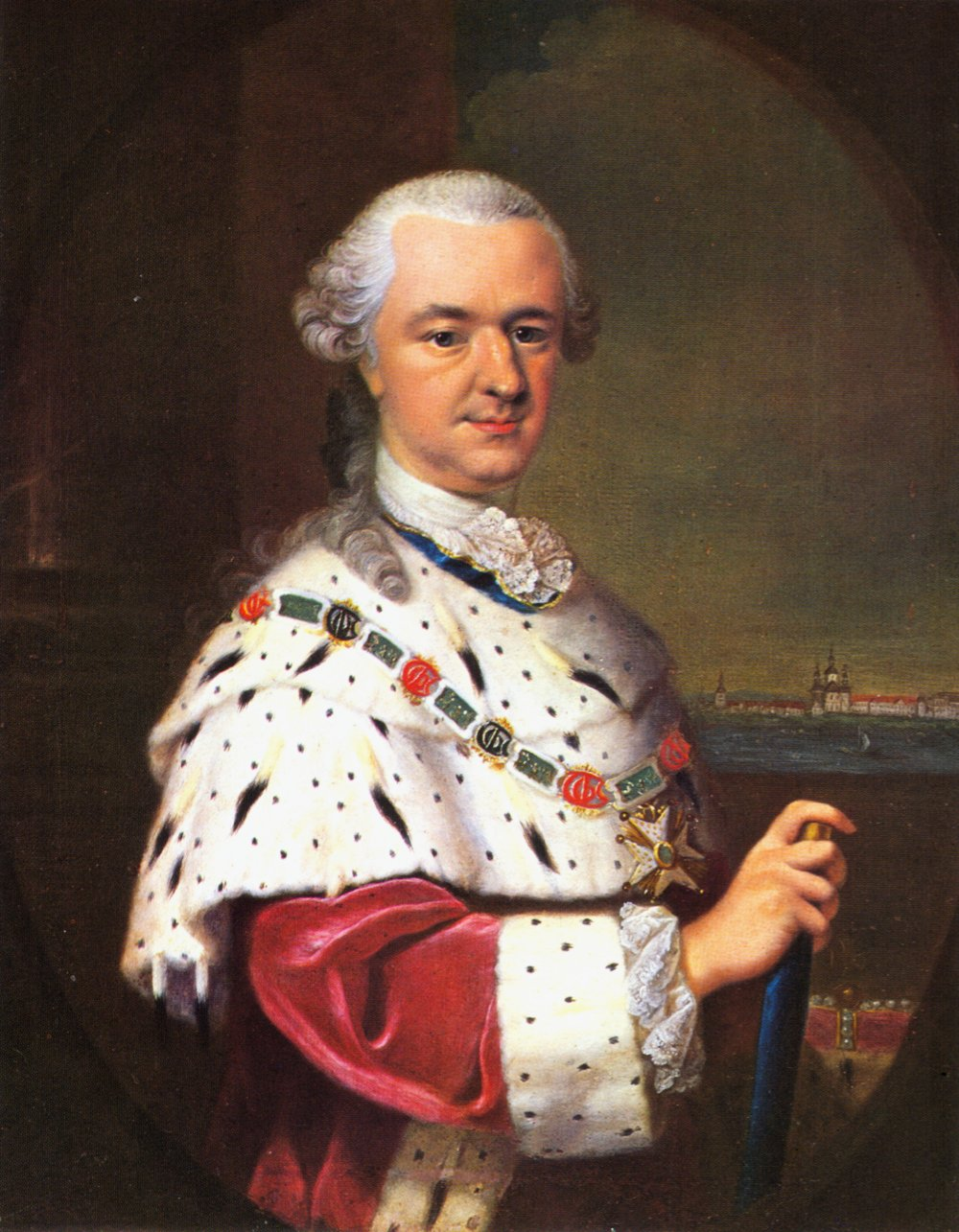
Károly Tivadar pfalzi és bajor választófejedelem
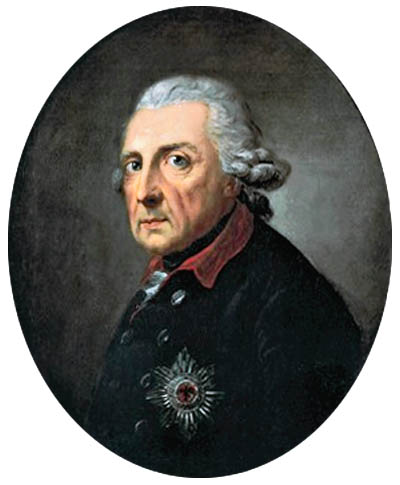
Nagy Frigyes porosz király

## Későbbi fejlemények
A gyors megegyezés és a tescheni békekötés eredményei ellenére a porosz–osztrák ellentét fennmaradt. II. József császár 1784-ben ismét bejelentette igényét az egész Bajor Választófejedelemség területére. Károly Tivadar pfalzi és bajor választófejedelem hajlott a megegyezésre, amelynek keretében bajor területeiért cserébe Ausztriától megkapta volna Osztrák-Németalföldet, amely távol esett Bajorországtól, de szomszédos volt Károly Tivadar saját birtokaival, a felső-rajnai Pfalz-cal és az alsó-rajnai Jülich és Berg Hercegségekkel is. Ezen felül II. József, mint a Német-római Birodalom uralkodója Károly Tivadarnak ígérte Burgundia királyának címet. II. Frigyes porosz király tiltakozott. Mozgósította a gyermektelen Károly Tivadar trónjának összes lehetséges várományosát, és Ausztria ellenében megszervezte a német fejedelmek szövetségét, a Fürstenbundot. A sikeres akcióval II. Frigyes magát a német népek szabadságának védelmezőjeként tüntethette fel. A háborús veszély elhárult, és ettől kezdve Bécs nem tudta keresztülvinni akaratát Berlin ellenében.
Ausztria később is megkísérelte felújítani a bajor területcsere tervét. 10 évvel később, 1789. október 24-én azonban a „cserealap”, az Osztrák-Németalföld területén kitört a brabanti forradalom, majd a tartományt francia forradalmi csapatok szállták meg. 1790-ben II. Lipót császár csapatai még egyszer visszafoglalták. 1793-ban II. Frigyes Vilmos porosz király beleegyezett az bajor–németalföldi területcserébe, hogy ezzel elnyerje a Habsburg Birodalom jóváhagyását Lengyelország második felosztásához a Porosz Királyság és az Orosz Birodalom között. A régi terv azonban végleg meghiúsult, amikor a francia forradalmi hadsereg 1794-ben másodszor is elfoglalta Osztrák-Németalföldet. II. Károly Ágost palotagróf 1795-ben megkapta Zweibrücken hercegének címét (III. Károly Ágost néven), de még abban az évben meghalt, így az 1799-ben örökös nélkül elhunyt Károly Tivadar választófejedelem trónját nem ő, hanem távoli unokaöccse, a Wittelsbachok Pfalz–Zweibrücken ágából való IV. Miksa vette át, akit 1806-ban Napóleon császár az általa létrehozott Bajor Királyság uralkodójává nevezett ki (I. Miksa néven).
A porosz–osztrák szembenállás tovább mélyült, és egy évszázad múlva elvezetett az 1866-os leszámoláshoz, amikor Bajorország hovatartozásának kérdését Poroszország végleg a maga javára döntötte el.